# Siparuna petasiformis
Siparuna petasiformis är en tvåhjärtbladig växtart som beskrevs av J. Jangoux. Siparuna petasiformis ingår i släktet Siparuna och familjen Siparunaceae. Inga underarter finns listade i Catalogue of Life.